# Tales of Ancient Prophecies
Tales of Ancient Prophecies è l'album d'esordio della band symphonic/power metal svedese Twilight Force, pubblicato il 4 giugno 2014 per la Black Lodge Records.

## Tracce
1. Enchanted Dragon of Wisdom - 04:43
2. The Power of the Ancient Force 05:03
3. Twilight Horizon - 04:59
4. The Summoning - 00:43
5. Whispering Winds - 00:51
6. Fall of the Eternal Winter - 04:54
7. Forest of Destiny - 04:06
8. In the Mighty Hall of the Fire King - 00:55
9. Made of Steel - 04:46
10. Sword of Magic Steel - 01:05
11. Gates of Glory - 03:55

## Formazione
- Christian Eriksson – voce
- Felipe – chitarra, liuto
- Aerendir – chitarra
- Lute Borne – basso
- Daniele – tastiere, pianoforte, violino, clavicembalo
- Peon – batteria